# 尊·亞歷山大·麥花臣
尊·亞歷山大·麥花臣（英語：John Alexander MacPherson，1833年10月10日—1894年2月17日）是殖民地政治家，是第7任維多利亞州州長。